# Ester Jönsdotter
Ester Jönsdotter, född 1683, död efter 1717, var en svensk extatiker från Norra Åby, norr om Smygehuk i Skåne, känd för sin Anorexia mirabilis. Jönsdotter blev rikskänd för att, enligt vad man trodde, kunna leva utan föda. Hon låg från år 1704 till sängs till synes orörlig och på egen begäran utan att äta, något som fortgick i åtminstone tio års tid. 

## Biografi
Ester Jönsdotter var ogift, arbetade som piga i Skåne och beskrivs som vacker. Beteendet började efter att hon vid gudstjänsten, under en predikan om äktenskapet i januari 1703 då hon var 21 år gammal, hade kollapsat i kyrkan. Dagen efter började hennes självsvält. Hon uppgav att hon den dagen följde med sin husbonde till Malmö men att hon i vinterkölden drabbades av svåra rysningar och stark huvudvärk. Följande dag var hon så medtagen att hon måste köras hem. Det tycktes henne nu som om en främmande hand stack en isklump, stor som ett ägg, ned i halsen på henne. Denna isklump förorsakade henne inte endast en stor "alteration i kroppen" utan hade även den verkan att hon tröttnade på all slags mat. Hon blev också så matt att hon ständigt måste ligga till sängs, och i detta svaghetstillstånd började hon se syner. Varje natt visade sig för henne en stjärna som uppfyllde hela kammaren med sitt sken, "ej annorlunda än hade det varit den klaraste dag".
Fallet tilldrog sig stor uppmärksamhet och gavs en religiös mening. Jönsdotters självsvält gav upphov till skrifter och hon blev föremål för vallfärder av folk som ville betrakta hennes "martyrium".  Hennes fall studerades mycket och blev bland annat föremål för en disputation år 1711. 
År 1714 fick läkaren Magnus Gabriel von Block av Göta hovrätt i uppdrag att utreda hennes tillstånd. Han författade boken : "Betänckande öfwer Ester Jönsdotters långwarige fastande" (1719). von Bock betraktade Jönsdotters fall som äkta och uppgav en förklaring som på den tiden ansågs vetenskaplig; han hävdade att hennes kropp inte längre "avdunstade" näring utan behöll den hon fått då hon fortfarande åt och alltså inte krävde ytterligare näring, en tes som av samtiden ansågs vetenskaplig och som man trodde stämde även för alpmöss.
Den framstående medicinprofessorn Johan Jakob Döbelius vid Lunds universitet lät genom några studenter undersöka förhållandet och kom fram till att människokroppen måste kunna skaffa sig näring på andra vägar än genom mat och dryck.
Hennes föräldrar tröttnade till slut på hennes självsvält och ställde henne under uppsyn av en korpral Bredberg. En tid efter att hon ställts under Bredbergs vård försvann hon och återkom gravid med Bredbergs barn. Hon födde en dotter som avled efter 13 dagar. Ester Jönsdotter gifte sig sedan med Bredberg och började äta igen. Hon fick åtminstone två barn till.  
I början av år 1717 besöktes hon av Karl XII, som då vistades i Lund. Hon uppgav då för kungen att mannens närmande till henne hade ägt rum under ett av hennes vanmaktstillstånd, utan att hon vetat om det.
Skillingtryck utgavs om henne.